# カ・エラン
カ・エラン（賈愛蘭、ハングル表記：가애란、1982年10月27日 - ）は、大韓民国の韓国放送公社 (KBS) 所属のアナウンサー。本貫は蘇州賈氏。

## 学歴
- 2001年、天安女子高等学校（朝鮮語版）卒業
- 2006年、淑明女子大学校 国語国文学科卒業

## 経歴
- 2008年 34期 KBS 公採のアナウンサー

## 担当番組

### テレビ
- ヌガヌガ チャラナ（2009年 10月23日 〜 2011年 5月20日、KBS 1TV）
- TV批評 視聽者デスク - 視聴者の目(ko:TV비평 시청자데스크 - 시청자의 눈)（2009年、KBS 1TV）
- 挑戦! ゴールデンベル（(ko:도전! 골든벨) 2012年 10月14日 〜 2012年 12月23日、KBS 1TV）
- 国楽ハンマダン（朝鮮語版） (KBS 1TV）
- 6時 我が故郷 (ko:6시 내고향) (KBS 1TV）（2013年 4月8日 〜 2013年 4月4日, 2018年 5月28日 〜 2022年 8月 19日, 2023年 1月 2日 〜 、KBS 1TV）

### ニュース
- KBSニュース7 (ko:KBS 뉴스 7)(臨時)（2012年 9月4日 〜 2012年 9月6日、KBS 1TV）